# El-Hidaje
Organizace ʻilmijje Království Jugoslávie el-Hidaje (z arabského al-hidaja, což znamená návod, navedení „na správnou cestu“) bylo stavovské sdružení islámských duchovních (arabsky duchovní je ʻálim, v pl. ʻilmijja) v Bosně a Hercegovině mezi lety 1936 a 1945.

## Historie
Krátce před první světovou válkou v Bosně a Hercegovině vzniklo několik stavovských organizací islámských pedagogů a duchovních. Dne 11. září 1909 byl založen Muslimský muallimský a imámský spolek (Muslimansko muallimsko i imamsko društvo za Bosnu i Hercegovinu), jehož předsedou byl Murad Hulusi-efendija Hajrović. K němu na ustavující schůzi 9. března 1912 (resp. na zakládajícím shromáždění 28. září 1912) přibylo ještě Sdružení bosensko-hercegovské ʻilmijje (Udruženje bosansko-hercegovačke ilmijje), jemuž předsedal Mehmed Džemaluddina-efendiji Čaušević. Obě organizace se pak spojily (Udruženje bosansko-hercegovačke ilmijje) do jediné u příležitosti inaugurace nového reisu-l-ulemy Čauševiće v březnu 1914. Sjednocené sdružení prakticky zaniklo za první světové války a po válce již nebylo obnoveno. Spolky vydávaly periodika Muallim (Učitel, 1910–1913), Misbah (Světlo, 1912–1914) a Jeni Misbah (Nové světlo, 1914).
Sdružení el-Hidaje vzniklo začátkem roku 1936 jako Organizace ʻilmijje Království Jugoslávie (Organizacija ilmije Kraljevine Jugoslavije "El-Hidaje"), a to s cílem náboženského, morálního, osvětového a sociálního pozvednutí muslimů v Jugoslávii. Organizace pak začala tisknout periodikum el-Hidaje (1936–1945). Založení spolku mělo přímou souvislost s uvolňováním politického dohledu nad činností Islámského společenství v Bosně a Hercegovině po atentátu na jugoslávského krále Alexandra I. (1934), ostatně v témže roce byla přijata i nová Ústava (Statut) islámské obce v Jugoslávii.
Ustavující schůze organizace se uskutečnila 8. března 1936, načež 16. září 1936 bylo svoláno zakládající shromáždění. Vůdčí osobností při obnovení stavovské organizace byl duchovní a pedagog Muhammed-efendija Tufo (1882–1939). Hlavním ideologem sdružení byl po dlouhou dobu pedagog Mehmed Handžić (1906–1944, na studiích 1926–1930), který patřil ke konzervativnímu křídlu mladých vzdělaných duchovních v rámci Islámského společenství. Handžić, stejně jako Šaban-efendija Hodžić (1897–1962, na studiích 1925–1929), Ali Aganović (1902–1961, na studiích 1924–1928), Besim-efendija Korkut (1904–1975, na studiích 1925–1931), Muhamed-efendija Fočak (1907–1978, na studiích 1927–1931), Abdullah-efendija Dervišević (1909–1981, na studiích 1934–1937), Kasim-efendija Dobrača (1910–1979, na studiích 1928–1935), Mustafa-efendija Sahačić (1910–1999, na studiích 1932–1938), Husein-efendija Đozo (1912–1982, na studiích 1933–1939) a Ibrahim-efendija Trebinjac (1912–1982, na studiích 1934–1935), absolvoval islámská studia v Káhiře na Univerzitě al-Azhar, předním učilišti sunnitského islámu. Mezi islámskými učenci v Bosně a Hercegovině přitom bývalo zvykem odcházet za vysokoškolským vzděláním do Istanbulu, politického i kulturního centra osmanské říše.
Čelní představitelé organizace el-Hidaje se nijak politicky neangažovali, nicméně často vystupovali kriticky vůči královskému režimu v Jugoslávii a dominantnímu politickému hnutí mezi bosenskohercegovskými muslimy, Jugoslávské muslimské organizaci (JMO). Rozpad Jugoslávie a vznik fašistického Nezávislého státu Chorvatsko (NDH) proto mnozí duchovní chápali jako příležitost změnit panující poměry v Islámském společenství v Bosně a Hercegovině, tj. znovu posílit pozici kléru v náboženské hierarchii, poté co roku 1936 došlo k laicizaci islámské obce a zavedení politického dohledu (po zavedení královské diktatury, resp. po roce 1930). Učence v tomto směru podpořili marginální politici, ale horliví přitakávači chorvatských ustašovců Hakija Hadžić a Adem-aga Mešić, kteří tímto zaútočili na své politické oponenty z řad JMO. Středobodem zájmu duchovních se stala změna Ústavy (Statutu), kterou se Islámské společenství od roku 1936 řídilo. Své návrhy duchovní, mezi nimi prakticky celé vedení el-Hidaje, v létě 1941 předložili vůdci NDH Ante Pavelićovi. Pavelić jejich požadavky ovšem taktně oslyšel, jelikož nechtěl jednoznačně podpořit ani duchovní, ani světské křídlo muslimské elity v Bosně a Hercegovině (tu tvořil mj. reisu-l-ulema Fehim-efendija Spaho a nezávisle na něm politik a někdejší předseda JMO Džafer Kulenović).
El-Hidaje stála za tzv. Sarajevskou rezolucí, kterou 14. srpna 1941 podepsalo 108 význačných muslimů. Rezoluce apelovala na úřady Nezávislého státu Chorvatsko, aby ustoupily od své agresivní politiky vůči srbskému obyvatelstvu, což mělo negativní dopad i na muslimy, a nepodněcovaly etnické násilí v Bosně a Hercegovině.
Roku 1943 při Hlavním výboru el-Hidaje vznikla sekce pro mládež nazvaná Mladí muslimové (Mladi muslimani), který působila i v četných regionech. Neformální studentská skupina (jejími členy byli Esad Karađozović, 1918–?, Tarik Muftić, 1920–2013, Emin Granov a Husref Bašagić) vznikla již koncem 30. let pod vlivem egyptského Muslimského bratrstva a zprvu se vymezovala proti rituálnímu či formalizovanému pojetí islámu, který podle ní představovala ulamá, institucionalizovaná náboženská hierarchie.
Po převzetí moci komunistickými partyzány byli někteří čelní představitelé sdružení zatčeni a odsouzeni k vysokým trestům (mj. Kasim Dobrača, Ibrahim Trebinjac, Mahmud Traljić, Derviš Korkut, Hasan Ljevaković a Muhsin Rizvić, nadto Mustafa Busuladžić byl roku 1945 zastřelen). Jiní, mezi nimi Muhammed-efendija Pandža, Sulejman-efendija Kemura, Naim-efendija Hadžiabdić, Besim-efendija Korkut a Mustafa-efendija Sahačić, podpořili nový režim a nově působili v organizacích nepřímo řízených Komunistickou stranou Jugoslávie. El-Hidaje se prakticky rozpadla na konci druhé světové války a nikdy již nebyla obnovena. Teprve až roku 1950 vzniklo nové Sdružení islámských náboženských pracovníků v Lidové republice Bosně a Hercegovině (Udruženje islamskih vjerskih službenika u Narodnoj republici Bosni i Hercegovini, od 1963 Udruženje islamskih vjerskih službenika u Socijalističkoj republici Bosni i Hercegovini), které podléhalo přísnému státnímu dohledu.

## Předsedovéel-Hidaje
- 1936–1938 háfiz Mehmed Ali-efendija Ćerimović (1872–1943)
- 1938–1939 Muhammed Emin-efendija Dizdar (1880–1939)
- 1939–1944 Mehmed-efendija Handžić (1906–1944)
- 1944–1945 Kasim-efendija Dobrača (1910–1979)

## Listel-Hidaje
První číslo listu el-Hidaje vyšlo na přelomu let 1936 a 1937 jako tiskový orgán Organizace ʻilmijje Království Jugoslávie (Organizacija ilmije Krajevine Jugoslavije). Od německé agrese v Jugoslávii v dubnu 1941 pak jako orgán Organizace ʻilmijje v Nezávislém státu Chorvatsko (Organizacija ilmije Nezavisne Države Hrvatske).
šéfredaktoři:
- roč. I 1936/37, č. 1–8 háfiz Muhammed-efendija Pandža (1897–1962)
- roč. I 1936/37, č. 9–12, a roč. II 1937/38 hadži Mehmed-efendija Handžić (1906–1944)
- roč. III 1938/40 Šaban-efendija Hodžić (1897–1962)
- roč. IV 1940/41, V 1941/42, VI 1942/43 a VII 1943/44 hadži Mehmed-efendija Handžić (1906–1944)
- roč. VIII 1944/45, č. 1–8, Kasim-efendija Dobrača (1910–1979)